# 양레이
양 레이(간체자: 阳蕾 정체자: 陽蕾 ; 한어 병음:yáng lěi ; 1984년 10월 11일 ~ )는 중국 충칭 출신의 가수이다.